# Onze-Lieve-Vrouw Koningin van Alle Heiligenkerk

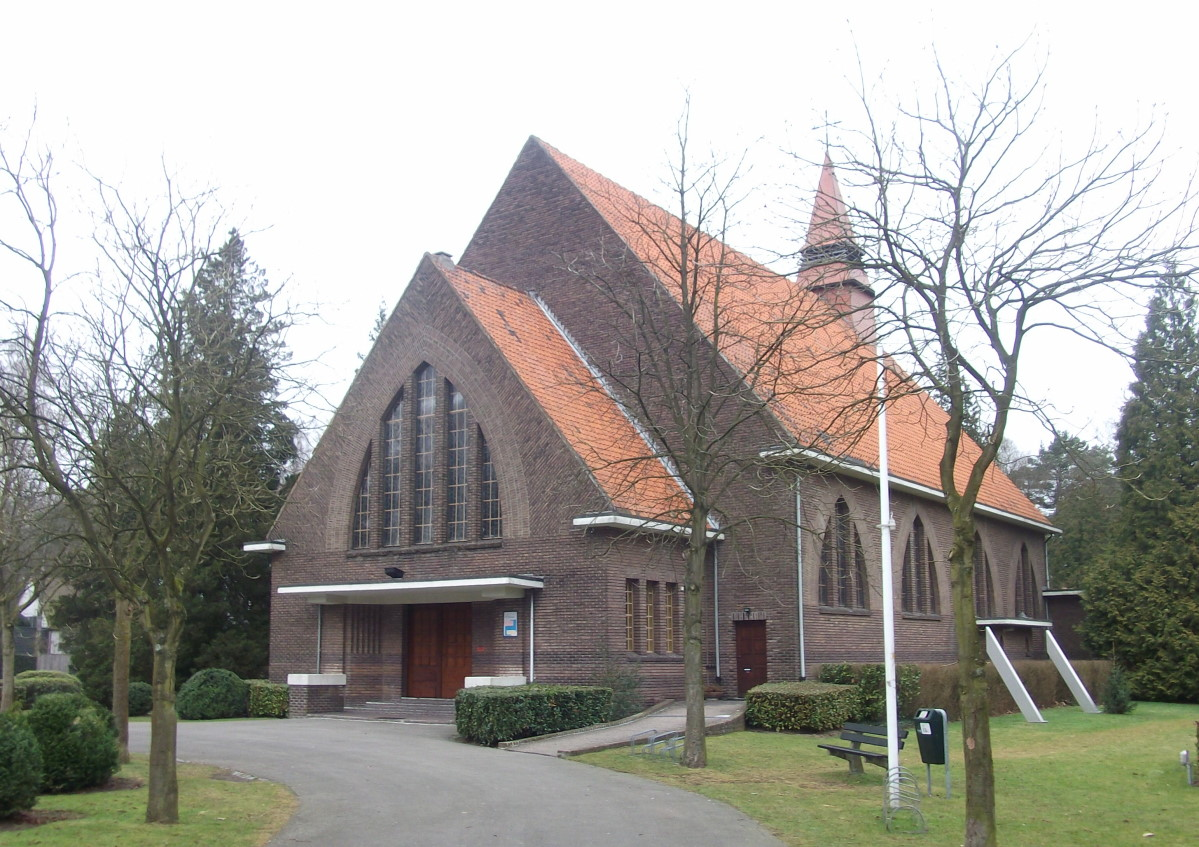
Onze-Lieve-Vrouw van Alle Heiligenkerk

De Onze-Lieve-Vrouw Koningin van Alle Heiligenkerk is een parochiekerk in de Antwerpse plaats Schoten, gelegen aan het Ruusbroeckplein 5.
De kerk werd gebouwd voor de wijk Koningshof in 1931 naar ontwerp van Godfried Wijn. Pas in 1965 werd de kerk tot parochiekerk verheven. Het eenvoudig bakstenen kerkje onder zadeldak heeft een dakruiter boven het koor en een lager ingangsportaal eveneens onder zadeldak.